# 다이에티닐벤젠 이음이온
다이에티닐벤젠 이음이온(영어: diethynylbenzene dianion)은 유기화학에서 벤젠 고리에 치환기로 2개의 에티닐 음이온으로 구성된 음이온이다. 화학식은 C
6H
4C2−
4이며, 고리 주변의 두 치환기의 상대적 위치가 다른 세 가지 위치 이성질체가 존재한다.
- 오르토-다이에티닐벤젠 이음이온
- 메타-다이에티닐벤젠 이음이온
- 파라-다이에티닐벤젠 이음이온

## 같이 보기
- 일산화 리튬 음이온
- 음이온
- 치환기